# Серафим (Адамов)
Епи́скоп Серафи́м (в миру Дми́трий Андре́евич Ада́мов; ок. 1845, слобода Алексеевка, Бирюченский уезд, Воронежская губерния — декабрь 1925, село Матрёнки, Бобровский уезд, Воронежская губерния) — обновленческий епископ, до ухода в раскол в 1922 году — епископ Калачеевский, викарий Воронежской епархии.

## Биография
Родился в 1845 году в слободе Дмитриевке Бирюченского уезда Воронежской губернии (ныне в составе города Алексеевка Белгородской области) в семье священника.
В 1867 году окончил Воронежскую духовную семинарию. 18 ноября 1867 года рукоположён в священника. В 1869 году становится клириком Покровской церкви города Острогожска Воронежской губернии.
С 1868 по 1906 год — священник Покровской церкви и преподаватель женской гимназии в городе Острогожске.
Овдовев, принял монашество с именем Серафим. 10 мая 1870 года награждён набедренником. Служил законоучителем. 26 апреля 1881 года награждён бархатно-фиолетовой суфьею. 25 июня 1906 года назначен в Свято-Троицкую Сергиеву лавру. С 15 мая 1907 года строитель Махрицкого монастыря. 12 декабря 1909 года возведён в сан архимандрита.
8 июня 1909 года переведен в Свято-Духов монастырь в городе Вильне (ныне Вильнюс), с 12 июня — и. д. наместника. В 1911—1913 гг. — член строительного комитета по постройке храма-памятника в г. Вильно в память 300-летия царствования дома Романовых.
13 февраля 1913 года назначен настоятелем Сурдегского Свято-Духов монастыря. 14 мая 1914 года награждён Орденом Святой Анны второй степени. После эвакуации монахов в Москву до конца 1917 года занимал эту должность.
Потом ушёл на покой, жил у дочери Олимпиады Томилиной в селе Матренках Бобровского уезда Воронежской губернии.
В 1921 году в Воронеже хиротонисан во епископа Богучарского, викария Воронежской епархии. Хиротонию возглавил архиепископ Тихон (Василевский).
В мае 1922 года переведён на должность епископа Калачеевского, викария Воронежской епархии. 21 мая прибыл в Калач.
В июне того же года уклонился в обновленческий раскол. Вскоре вместе с подчинённым духовенством сформировал уездное управление «Живой церкви»
В конце августа 1925 года ушёл на покой. Скончался в декабре того же года в селе Матренках Бобровского уезда Воронежской губернии.